# Casa de Marcus Meyer Skinner
La Casa de Marcus Meyer Skinner, también conocida como la Casa Howorth, es una residencia histórica en Selma, Alabama, Estados Unidos.

## Historia
La casa de dos pisos de estilo neotudor fue construida en 1928 para Marcus Meyer Skinner, un cirujano de renombre y nativo de la cercana Furman. Fue diseñado por uno de los principales arquitectos de Alabama de la época, Frank Lockwood.
Los historiadores de la arquitectura consideran que la casa es un excelente ejemplo de la arquitectura doméstica neotudor de principios del siglo XX y uno de los mejores ejemplos del estilo en la región Black Belt de Alabama. Se agregó al Registro Nacional de Lugares Históricos el 27 de agosto de 1987.